# Andrea de Adamich
Andrea de Adamich, italijanski dirkač Formule 1, * 3. oktober 1941, Trst, Italija.
Andrea de Adamich je upokojeni italijanski dirkač Formule 1, kjer je debitiral v sezoni 1968, ko je nastopil le na prvi dirki sezone za Veliko nagrado Južne Afrike in odstopil. Uvrstitve med dobitnike točk mu ni uspelo doseči tudi v sezonah 1970 in 1971, ko se mu višje kot na osmo mesto ni uspelo uvrstiti. Na Veliki nagradi Španije v sezoni 1972 pa je dosegel četrto mesto, kar je njegov najboljši rezultat kariere, ki ga je ponovil še na Veliki nagradi Belgije v sezoni 1973, po kateri ni več dirkal v Formuli 1.

## Popolni rezultati Formule 1
(legenda) (odebeljene dirke pomenijo najboljši štartni položaj, poševne pa najhitrejši krog, †-uvrščen kljub odstopu)
| Leto | Moštvo                          | Šasija         | Motor         | 1       | 2       | 3       | 4       | 5       | 6      | 7       | 8       | 9       | 10      | 11      | 12      | 13  | 14  | 15  | Prv | Toč |
| ---- | ------------------------------- | -------------- | ------------- | ------- | ------- | ------- | ------- | ------- | ------ | ------- | ------- | ------- | ------- | ------- | ------- | --- | --- | --- | --- | --- |
| 1968 | Scuderia Ferrari                | Ferrari 312/67 | Ferrari V12   | JAR Ret | ŠPA     | MON     | BEL     | NIZ     | FRA    | VB      | NEM     | ITA     | KAN     | ZDA     | MEH     |     |     |     | -   | 0   |
| 1970 | Bruce McLaren Motor Racing      | McLaren M7D    | Alfa Romeo V8 | JAR     | ŠPA DNQ | MON DNQ | BEL     |         | FRA NC | VB DNS  |         |         |         |         |         |     |     |     | -   | 0   |
| 1970 | Bruce McLaren Motor Racing      | McLaren M14D   | Alfa Romeo V8 |         |         |         |         | NIZ DNQ |        |         | NEM DNQ | AVT 12  | ITA 8   | KAN Ret | ZDA DNQ | MEH |     |     | -   | 0   |
| 1971 | STP March                       | March 711      | Alfa Romeo V8 | JAR 13  | ŠPA Ret | MON     | NIZ     | FRA Ret | VB NC  | NEM Ret | AVT     | ITA Ret | KAN     | ZDA 11  |         |     |     |     | -   | 0   |
| 1972 | Ceramica Pagnossin Team Surtees | Surtees TS9B   | Cosworth V8   | ARG Ret | JAR NC  | ŠPA 4   | MON 7   | BEL Ret | FRA 14 | VB Ret  | NEM 13  | AVT 14  | ITA Ret | KAN Ret | ZDA Ret |     |     |     | 17. | 3   |
| 1973 | Ceramica Pagnossin Team Surtees | Surtees TS9B   | Cosworth V8   | ARG     | BRA     | JAR 8   |         |         |        |         |         |         |         |         |         |     |     |     | 16. | 3   |
| 1973 | Ceramica Pagnossin MRD          | Brabham BT37   | Cosworth V8   |         |         |         | ŠPA Ret | BEL 4   | MON 7  | ŠVE     | FRA Ret |         |         |         |         |     |     |     | 16. | 3   |
| 1973 | Ceramica Pagnossin MRD          | Brabham BT42   | Cosworth V8   |         |         |         |         |         |        |         |         | VB DNS  | NIZ     | NEM     | AVT     | ITA | KAN | ZDA | 16. | 3   |